# Manhartsberg
Manhartsberg es una cadena de bajas montañas de Baja Austria con una altura máxima de 537 m. Es el flanco sureste del macizo granítico de Bohemia.
La cordillera se extiende desde el río Thaya hasta la cordillera de Wagram. Se encuentra en parte cubierto de sedimentos neógenos, principalmente arcillas, arenas y gravas de las formaciones de la Cuenca de Viena. Esta cordillera continúa hacia el noreste hacia Moravia en el área prçoxima a Znojmo. El Manhartsberg forma el borde sudeste del macizo de Bohemia, y constituye el límite entre dos partes de la Baja Austria: el cuadrante superior sobre el Manhartsberg (Waldviertel) y cuadrante inferior bajo el Manhartsberg (Weinviertel). En el lado oeste corre el río Kamp. La vertiente occidental del Manhartsberg es parte del parque de natural de Kamp-Schönberg, que ha sido reconocido por la UNESCO como geoparque internacional, el Geoparque de Kamptal.
Por encima de la ciudad de Maissau, se han encontrado en Manhartsberg ricas vetas de amatista.
Junto a uno de los puntos más altos de la cordillera se encuentran los restos de una instalación secreta de radar desconocido la Segunda Guerra Mundial.